# 雌花器

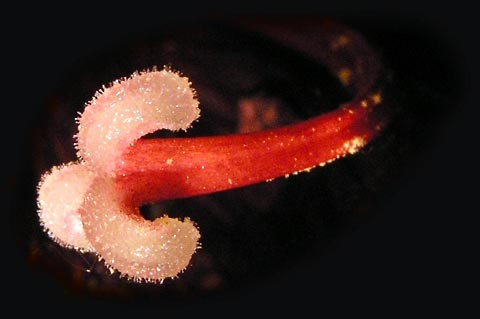
朱顶红花的柱頭和花柱

傳統上稱為 雌蕊（pistil）的構造，現在稱為 雌花器（gynoecium），或譯為 雌蕊群，為被子植物花中的心皮的總稱。以往把較典型形態的花中，由子房、花柱、柱頭等部位構成者，稱為雌蕊；但在一朵花為多心皮、且心皮間以離生的樣態卻又互相聯合下，“雌蕊”一詞的概念便易生混淆，故現在植物系統學上常採用較為精準的“雌花器”。

## 心皮的定义及演化
传统理论认为，心皮是被子植物花中着生胚珠具有生殖功能的变态叶，属于一种花叶，会特化成柱头、花柱与子房，是组成雌花器（雌蕊）的单位。新的一统理论则认为被子植物的心皮是由长胚珠的枝和包裹这个枝的叶共同组成。
心皮在形态和结构上与叶片很相似（可想成是“雌蕊叶”），其相当于裸子植物的大孢子叶，只是演化为内卷闭合状态而给胚珠更好的保护。心皮边缘向内卷合包覆了胚珠，由一片心皮单独形成雌花器（单雌蕊），或数片心皮以合生或离生的样态互相联合形成雌花器（複雌蕊）。因此雌花器就是折合的一片或多片心皮；而心皮就是构成雌蕊的基本单位，也是雌花器的基本单位。心皮边缘相接合处为腹缝线，心皮中央相当于叶片中脉的部位为背缝线；在腹缝线与背缝线处都有维管束通过。
在被子植物的演化过程中，心皮特化成柱头、花柱与子房，且受粉区缩小。

## 心皮的型態
一朵花中的心皮數目可能單一（單雌蕊：單一心皮）、或二個以上合生或離生（複雌蕊：數片心皮，樣態分為 合生心皮(syncarpy) 或 离生心皮(apocarpy)）。依據這些型態，雌花器可分類為：單心皮雌花器、離心皮雌花器、合心皮雌花器。
- 單一心皮的例子，如豆科植物，成熟後發育為豆莢（莢果）。
- 具離生心皮的例子，如木蘭科（白玉蘭）、八角茴香科（八角）、某些薔薇科（玫瑰）的植物。
- 具合生心皮的種類，其心皮癒合成雌花器，概分為柱頭、花柱、子房等部。合生心皮的例子，如瓜類（瓜科），其子房或果實橫剖開可見到其切面由三個部份合生而成。